# Lepidosiren paradoxa
El pez pulmonado, pirá cururú, loloch, pez de barro americano o pez salamandra escamoso (Lepidosiren paradoxa) es la única especie de peces pulmonados que habita Sudamérica. Se encuentra en los pantanos y aguas de movimiento lento del Río Amazonas, Paraguay y en la Cuenca hidrográfica del Río Paraná. Es el único miembro de la familia Lepidosirenidae. Se sabe relativamente poco acerca de este pez pulmonado sudamericano.
En su estadio inmaduro, L. paradoxa, puede verse dorado bajo un relieve negro. En el adulto, este color cambia para tornarse café o gris. Sus premaxilares y maxilares están fusionados como en todos los dipnoos, también presentan una suspensión de mandíbula (donde el palatocuadrado se fusiona con el cráneo) y músculos aductores de la mándibula muy poderosos como el resto de Peces pulmonados africanos. Posee un cuerpo alargado, muy parecido al de una anguila, alcanzan un tamaño de 125 cm. Las Aletas pectorales son delgadas y filiformes, en cambio las aletas pélvicas son más largas y se establecen hacia atrás. Las aletas están conectadas al hombro por un único hueso, lo que es una gran diferencia comparado con otros peces, los cuales tienen al menos 4 huesos en su base. La presencia de este único hueso es una marcada similitud con otros vertebrados terrestres. Las branquias están muy reducidas y en las etapas adultas prácticamente son no funcionales.
En las etapas juveniles se alimentan de larvas de insectos y caracoles, los adultos son omnívoros y agregan algas y camarones a su dieta, triturándolos con sus pesados dientes mineralizados. El hábitat de estos peces desaparece durante la estación seca, así que ellos se entierran en el lodo, formando cámaras 30-40 cm bajo tierra, dejando un par de huecos para respirar. Durante la estivación, producen una capa de moco para sellar la humedad y reducir su metabolismo drásticamente.
Cuando la estación lluviosa comienza salen de su estivación para aparearse. Los padres construyen un nido para las crías, que tienen cuatro braquias externas y se asemejan a los renacuajos. Para aumentar la cantidad del oxígeno en el nido, los machos desarrollan estructuras extremadamente vascularizadas en las aletas pectorales, para liberar oxígeno adicional en el nido. Las crías empiezan a respirar aire a partir de las 7 semanas. Las crías tienen aletas filiformes mucho más parecidas a las de los tritones.